# Omar al-Razzaz

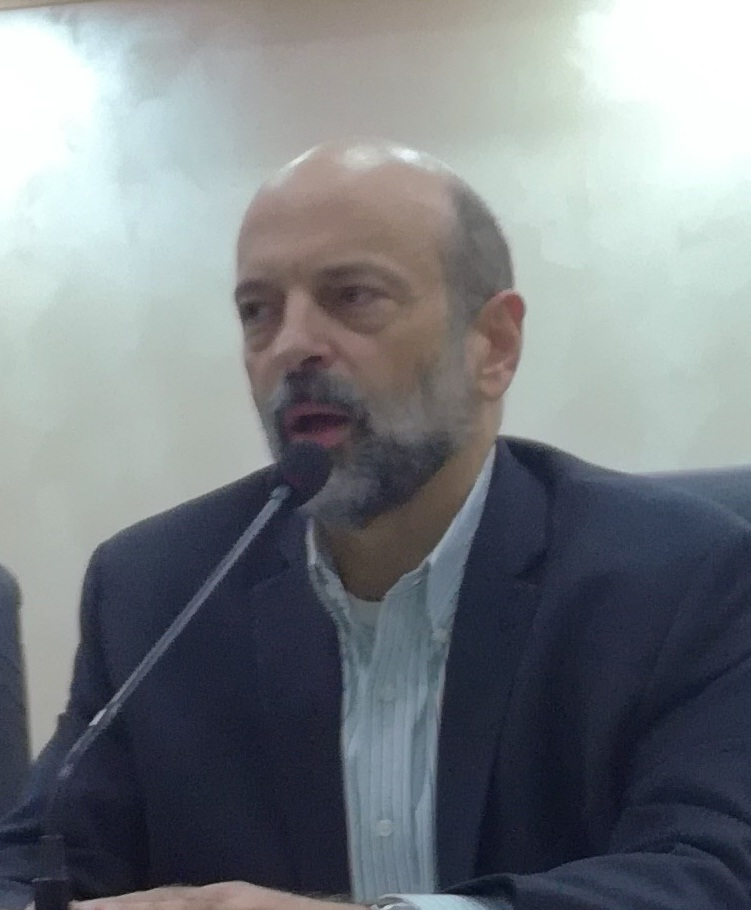
Omar ar-Razzaz (2017)

Omar Ahmad Munif ar-Razzaz (arabisch عمر احمد منيف الرزاز, DMG ʿUmar Aḥmad Munīf ar-Razzāz; geb. 1. Januar 1960 in Amman) ist ein jordanischer Politiker. Er war vom 5. Juni 2018 bis 12. Oktober 2020 Ministerpräsident des Landes.

## Leben
ar-Razzaz ist der Sohn von Munif ar-Razzaz, eines Generalsekretärs der sozialistischen Baath-Partei in Jordanien, und der Bruder des 2002 verstorbenen Schriftstellers und Baath-Mitgründers Muʾnis ar-Razzaz. Er studierte am Massachusetts Institute of Technology (MIT) mit Masterabschluss und graduierte 1991 an der Harvard University in Stadtplanung, Public Policy und Ökonomie zum Ph.D. An der Harvard Law School absolvierte er ein postgraduales Studium.
Von 2002 bis 2006 leitete ar-Razzaz die Niederlassung der Weltbank im Libanon, danach bis 2010 die jordanische Sozialversicherung. Ebenso war er Direktor der auf Wirtschaftsthemen fokussierten Denkfabrik Jordan Strategy Forum und der jordanischen Tochter der katarischen Ahli Bank.
Ab 14. Januar 2017 fungierte der parteilose Omar ar-Razzaz als Jordaniens Bildungsminister im Kabinett von Ministerpräsident Hani al-Mulki. Nach dessen Rücktritt am 4. Juni 2018 aufgrund tagelanger massiver Proteste in der Bevölkerung gegen Sparmaßnahmen, Steuererhöhungen und Preissteigerungen ernannte König Abdullah II. ar-Razzaz am 5. Juni zu al-Mulkis Nachfolger.